# Sudamerlycaste locusta
Sudamerlycaste locusta (Rchb.f.) Archila, 2002, è una pianta della famiglia delle Orchidacee endemica del Perù.

## Descrizione
È un'orchidea di grandi dimensioni con comportamento terricolo (geofita) e occasionalmente litofita. S. locusta presenta pseudobulbi di forma oblungo ovoidale, solcati, che portano 2 o 3 foglie plicate, dotate di un lungo picciolo, di forma ellittico-lanceolata, con evidenti nervature.
La fioritura avviene in natura in autunno e in coltivazione in primavera, mediante più infiorescenze derivanti da uno pseudobulbo maturo, lunghe mediamente 17 centimetri, con 2 o 3 brattee floreali a forma triangolare e recante alcuni fiori. Questi sono molto grandi, fino a 11-12 centimetri, di consistenza rigida e cerosa, con caratteristico profumo di mele e presentano petali e sepali di colore verde, più scuro delle foglie e labello dello stesso verde, sfumante al bianco verso i margini che si presentano molto frastagliati, a disegnare una frangia

## Distribuzione e habitat
La specie è endemica del Perù  dove cresce terricola (geofita) ed occasionalmente litofita in ambienti di montagna, da 2000 a 3000 metri sul livello del mare. Si rinviene spesso sulle massicciate ferroviarie o su rocce, in ambienti molto soleggiati, dov'è però ombreggiata dalla vegetazione circostante.

## Sinonimi
Lycaste locusta Rchb.f., 1879

Ida locusta (Rchb.f.) A.Ryan & Oakeley, 2003

Ida locusta var. minor Oakeley, 2008

## Coltivazione
Questa pianta richiede in coltivazione esposizione a mezz'ombra, temperature fresche per tutto l'anno, all'epoca della fioritura occorre aumentare la temperatura e somministrare acqua, durante la fase di riposo è consigliabile eliminare del tutto le irrigazioni.